# Gare d'Esch
Ne doit pas être confondu avec Gare d'Esch-sur-Alzette ou Gare d'Esches.
La Gare d'Esch (en néerlandais Station Esch) est une ancienne gare néerlandaise située à Esch, dans la province du Brabant-Septentrional.
La gare était située sur la ligne reliant Utrecht à Boxtel. Elle a été ouverte aux voyageurs de 1892 jusqu'en 1935. Elle n'est plus en service.